# Cesarstvo zmajev
Cesarstvo zmajev (v izvirniku L'impero dei draghi) je zgodovinski roman italijanskega pisatelja Valeria Massima Manfredia.

## Zgodba
Zgodba se odvija leta 260. Poveljnik osebne straže cesarja Valerijana, Mark Matelus Akvilla spremlja cesarja na njegovih pogajanjih s perzijskim kraljem Šapurjem I. A Perzijci Rimljane ugrabijo in jih pošljejo na delo v rudnik turkiza. Cesar tam umre, ostali pa pobegnejo. A vrniti v Rim se ne morejo zaradi Perzijcev. Zato se obrnejo proti vzhodu, proti neznanemu. S pomočjo trgovca pridejo do Kitajske. Tam odkrijejo, da so tam že bili Rimljani. Na Kitajskem tudi umrejo.